# Гільтен (Німеччина)
Гільтен (нім. Gilten) — громада в Німеччині, розташована в землі Нижня Саксонія. Входить до складу району Гайдекрайс. Складова частина об'єднання громад Швармштедт.
Площа — 33,37 км2. Населення становить 1231 ос. (станом на 31 грудня 2021).